# Hagestein
Hagestein est une ville située dans la commune néerlandaise de Vijfheerenlanden, dans la province d'Utrecht. Le 31 décembre 2007, le village comptait 1 468 habitants.

## Histoire
Avant la construction du château d'Hagestein, le lieu où s'élevait cette colonie s'appelait Gasperde. En 1382, Gasperde obtint les privilèges urbains de Jean V d'Arkle, mais en 1405, cette localité fut entièrement détruite. Plus tard, Hagestein a été établi sur le même site.
Le 1er janvier 1812, Hagestein fut ajouté à la municipalité d'Everdingen, pour être à nouveau scindé le 1er janvier 1818. Plus tard, le 1er janvier 1821, Hagestein passa de la province d'Utrecht à la province de Hollande méridionale. La municipalité fut dissoute le 1er janvier 1986 et ajoutée à Vianen. Avec cette fusion, Hagestein est redevenu une partie de la province d'Utrecht en 2002.

### Château d'Hagestein
En 1251, Gijsbert van Gevengoie (van Goye) dédia le château de Hagestein au comte Otton II de Gueldre. Il le récupéra ensuite en héritage, comme c'était l'usage à l'époque. Le château tomba ensuite entre les mains de Jean V d'Arkle, qui accorda le droit de cité à Gasperden en 1382. Après le renversement de Jean V d'Arkle en 1405 par Guillaume IV, comte de Hollande, le château et la ville de Gasperden furent entièrement démolis et les privilèges urbains furent perdus.
Parce que l'évêque d'Utrecht, Frédéric III de Blankenheim, avait contribué à la conquête, il reçut le contrôle de Hagestein en guise de remerciement. En 1484, l'évêque d'Utrecht prêta le pays de Hagestein à Jean seigneur d'Egmond, descendant de Jean d'Arkel, qui n'eut pas honte de rappeler à l'évêque ses droits héréditaires sur Hagestein. En 1510, Jean d'Egmond abandonna Hagestein pour trente-quatre cents livres. Depuis lors, Hagestein était la propriété commune des chapitres de la cathédrale (nl) et d'Oudmunster (nl) d'Utrecht.
En 1546, ils y firent construire un nouveau château, basé sur un projet deMarcelis Keldermans (nl) et Willem van Noort (nl) : Hagestein II. Ce château fut aussi démoli mais en 1855. Les chapitres vendirent Hagestein en 1675 à Georges-Frédéric de Waldeck, qui était également comte de Culemborg.
Hagestein est surtout connu pour le barrage du Lek et son écluse tout proches.